# Cv Barroso (V-34)
A Cv Barroso (V-34) é uma corveta da Classe de mesmo nome da Marinha do Brasil.

## Histórico e construção
A Corveta Barroso (V-34), é o quinto navio a ostentar esse nome na Marinha do Brasil, em homenagem ao Almirante Francisco Manuel Barroso da Silva, Barão do Amazonas. A Barroso foi a única de sua classe. Foi ordenada em 1994, sendo construída no Arsenal de Marinha do Rio de Janeiro (AMRJ), Ilha das Cobras, Rio de Janeiro, a um custo final estimado em US$ 263 milhões. O casco n.º 126, teve sua quilha batida em 21 de dezembro de 1994 e foi lançada ao mar em 20 de dezembro de 2002, em cerimônia presidida pelo Vice-Presidente da República Dr. Marco Antônio de Oliveira Maciel, tendo como madrinha a Sra. Solange Garcia Lopes Serpa, esposa do AE Ivan da Silveira Serpa, Ministro da Marinha no período compreendido entre 8 de outubro de 1992 a 1º de janeiro de 1994. A construção do navio esteve praticamente parada entre 2003 e 2005, por falta de recursos.
Em 17 de abril de 2008, realizou provas de mar, perfazendo vários circuitos dentro da Baia da Guanabara, testando os sistemas de geração de energia e propulsão, sendo acompanhado de rebocadores, mas mesmo, assim chegando a navegar de forma autônoma. Durante a saída, esteve a bordo uma equipe do CAAML, para realizar inspeção de segurança e conduzir adestramentos com a tripulação. Em 19 de agosto de 2008, em cerimônia realizada no AMRJ que contou com a presença do Ministro da Defesa, Nelson Jobim, do Comandante da Marinha, AE Júlio Soares de Moura Neto e do Chefe do Estado-Maior da Armada, AE Julio Saboya de Araujo Jorge, foi submetida a Mostra de Armamento e Incorporada a Armada, passando a subordinação da Diretoria-Geral de Material da Marinha, para dar prosseguimento a Avaliação Operacional do meio.

## Origem do nome
O navio é uma homenagem ao herói nacional Almirante Francisco Manuel Barroso da Silva, Barão do Amazonas. Serviu na Marinha Imperial do Brasil, e teve importante papel na Batalha do Riachuelo, na Guerra do Paraguai. Outros quatro navios ostentaram esse nome na Armada do Brasil, são eles: Encouraçado Barroso (1865), Cruzador Almirante Barroso (1880), Cruzador Barroso (C-1) (1895) e C Barroso (C-11) (1935).

## Características
A corveta tem as seguintes características físicas e de armamento:

### Dimensões
- Deslocamento : 1.785 ton (padrão), 2.350 ton (carregado)
- Dimensões : 103.4 m de comprimento, 11.4 m de boca e 5.3 m de calado.
- Tripulação: 154 homens, sendo 15 oficiais (estimado)
- Construtor: Arsenal de Marinha do Rio de Janeiro - Ilha das Cobras

### Desempenho
- Velocidade máxima (nós): 29

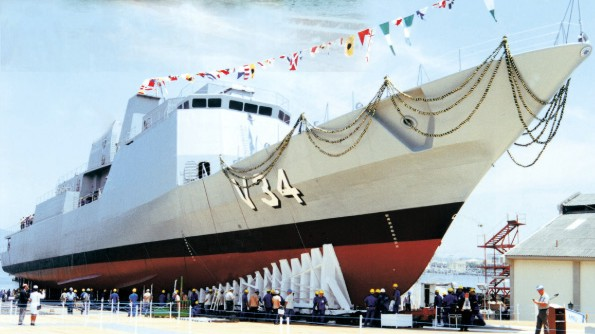
Cv Barroso (V-34) lançamento ao mar
AMRJ- dezembro de 2002

- Propulsão: CODOG - Turbina a gás ou motor a Diesel - 2 motores a Diesel MTU Friedrichshafen (20V 1163 TB83) para velocidades de cruzeiro ou 1 Turbina a Gás para alta velocidade General Electric (LM2500)
- Raio de Ação (km): 7.200 a 14 nós
- Eletricidade: 4 geradores diesel Siemens de 500 kW cada

### Sistemas de armas e eletrônica
- Armamento:
  - Sistema de lançamento MM40L para 4 x EXOCET MM-40 Block II ou MM-40 Block III
  - 2 lançadores de torpedos anti-submarinos Mk.32(3) - 6 x Alliant Techsystems MK-46 mod.5
  - 1 canhão de 4,5 polegadas (114,3mm) L55 Mk 8 com alcance de 22 km.
  - 1 canhão BAE Systems Bofors Trinity Mk 3 40mm com alça optrônica EOS-400 e com alcance de 10 km.
- Radares
  - Diretor de tiro: SELEX Sistemi RTN-30X com alcance de 39 km
  - Navegação: RACAL-DECCA TM-1226C com alcance de 27 km
  - Pesquisa aérea: SELEX Sistemi RAN 20S com alcance de 117 km
- Sonar: EDO Corp. 997(F) - Pesquisa ativa/ataque
- Sistema: Sistema de Controle Tático, Comando e Controle SICONTA Mk III do IPqM .
- Guerra Eletrônica: Jammer CME ET/SLQ-2 integrado ao MAGE B1BW e ao SLDM (Sistema de Lançamento de Despistadores de Mísseis) chaff, ou flare anti-IR e torpedo, todos desenvolvidos pelo IPqM.
- Helicóptero: 1 AH-11A Westland Lynx ou 1 UH-12/13 Helibrás Esquilo